# Hanibal Lektеr
Dr Hanibal Lektеr (engl. Dr. Hannibal Lecter) je književno-filmski lik inspirisan likom iz romana Tomasa Harisa (engl. Thomas Harris). Lekter se prvi put pojavio u romanu Crveni Zmaj. Hanibal Lekter je lik u više filmova: „Hanibalovo odrastanje” (engl. Hannibal Rising), „Lovac na ljude“ (engl. Manhunter), „Crveni zmaj” (engl. Red Dragon), „Kad jaganjci utihnu” (engl. The Silence of the Lambs) i „Hanibal“ (engl. Hannibal). U većini filmova ovaj lik tumačio je Entoni Hopkins osim u filmovima „Lovac na ljude“ gde ga je tumačio Brajan Koks i „Hanibalovo odrastanje“ gde ga je tumačio Gaspar Ulije. U američkoj psihološkoj triler-horor televizijskoj seriji Hanibal, Lektora tumači Mads Mikelsen. Tvorac lika ga je osmislio ka Lektera, a na filmu je posle promenjeno kao Lektor.

## Hanibal Lekter
Hanibal Lekter je nižeg rasta, ima tamnu kosu i kestenjaste oči. Kao mali je mučio i ubijao životinje, što je rani i uobičajen znak po kojem se prepoznaje sociopata. U knjizi „Crveni zmaj” spominje se da na levoj ruci ima još jedan dodatni prst, duplikat srednjeg prsta. U filmu „Hanibal” on je uklonio ovaj dodatni prst, dok se u filmu „Hanibalovo odrastanje” njegova fizička abnormalnost ni ne spominje. Njegova glavna karakteristika je nedostatak pokajanja.
Lekter gaji interesovanja za mnoge stvari, a neke od njih su psihijatrija, medicina, psihologija, kulinarstvo, umetnost, muzika (obožavalac je Baha, a od muzičkih instrumenata voli mandolinu i klavir). On je čovek koji ima ukusa u svim aspektima života. Ima izvanredan osećaj mirisa, sposoban je da razlikuje i opaža sa velikom preciznošću. U filmu „Crveni zmaj” opaža da losion, koji je agent Vil Grejam imao na suđenju, opet ima na sebi kada Lektera posećuje nakon nekoliko godina.

## Film „Crveni Zmaj“
Film „Crveni zmaj“ je treći triler u nizu serijala o serijskom ubici Hanibalu Lekteru. Inače, ovo je druga ekranizacija istoimenog romana, posle Lovca na ljude sa kompletno drugom postavom glumaca. 
Nakon koncerta, na kraju kojeg je nestao jedan od muzičara, Lekter sprema večeru svom društvu muzičara. Dok je raspremao sto, stigao je jedan nezvani gost – forenzičar-psihijatar, agent FBI Vil Grejam (engl. Will Graham) koji je hteo da se posavetuje sa kolegom oko novog serijskog ubice. Novi serijski ubica još uvek nije identifikovan, a ono što ga karakteriše jeste to što sa žrtava odnosi delove tela. Grejam otkriva nešto jako zanimljivo u Larusovoj gastronomskoj enciklopediji koja se nalazila na polici Lekterovog ormana. Enciklopedija je imala označenu stranicu na kojoj se nalazio recept za spremanje jela od ljudskih delova. Videvši da je otkrivena njegova tajna, da bi se spasao Lekter zabada Grejamu nož u stomak. Agent Grejam je odreagovao sporije, ali je ipak uspeo da izvadi pištolj, puca u Lektera i da izvuče živu glavu. Ranjeni kanibal, dr Hanibal Lekter, nakon suđenja je proglašen krivim i našao se opet ćeliji sa neprobojnim staklom kao iz filma, slično prethodnom filmu iz serijala „Kad jaganjci utihnu“. Nakon suđenja agent Vil Grejam se povukao iz FBI-ja i živi povučeno.
Nekoliko godina kasnije, kad ubica Crveni zmaj u periodu od mesec dana ritualno izmasakrira dve porodice, Grejamov šef Kroford (engl. Crawford) moli Grejama za pomoć. Imaju tri nedelje da uhvate ubicu. Kako bi pronašao ubicu, uprkos traumatičnom iskustvu i potisnutom strahu, Grejam traži pomoć od Lektera oko toga kako ubica bira žrtve. Grejam mora još jednom da se suoči sa Lekterovom monstruoznom inteligencijom. Dovodi u rizik vlastiti život i sigurnost svoje porodice. Počinje potraga za novim serijskim ubicom koji predstavlja neočekivano i veoma sugestivno izdanje Lekterovog sledbenika. Kad ubije svoje žrtve, ubica lomi ogledalo i parčiće ogledala stavlja u očne otvore svojih žrtava. Naravno, iako dobro čuvani, neverovatno vešt Lekter je posredno, ali i direktno zakuvao smrtonosnu slagalicu i visoku igru nerava. On je šifrovano slao ubici poruku sa Grejamovom adresom. Ubica je u međuvremenu upoznao slepu devojku u koju se zaljubio i u njemu počinju da se bore ljudska emocija i ubilački nagon. Neobična saradnja Grejama sa Lekterom dovela je Grejama na korak do ubice koji je oličenje čistog zla. Grejam je opet povređen, ali je ubica konačno ubijen.

## Četvrti deo, „Hanibalovo odrastanje“
U četvrtom nastavku ovog serijala, „Hanibalovo odrastanje”, Hanibal Lekter nije predstavljen kao krvnik već kao žrtva. To je priča o Lekterovom odrastanju u atmosferi moralne dvoličnosti. U ovom filmu je prikazano šta je mladog Lektera nateralo da se iz normalnog mladića pretvori u kanibalističkog monstruma. Lekter se pojavljuje na platnu kao školarac i student, ali u ovom nastavku glavnu ulogu dobio je francuski glumac Gaspar Ulije.

## Spoljašnje veze
- Film Lovac na ljude
- Film Crveni zmaj
- Film Hanibal
- Film Hanibalovo odrastanje